# Lover Not a Fighter
Lover Not a Fighter is een nummer van de Britse rapper Tinie Tempah uit 2014, in samenwerking met de Britse muzikant Labrinth. Het is de derde single van Demonstration, het tweede studioalbum van Tinie Tempah.
"Lover Not a Fighter" is vooral bedoeld als een optimistisch, radiovriendelijk nummer dat gaat over genieten van het leven, en je eigen ding doen. Het nummer werd veel gedraaid door BBC Radio 1 en kwam daar in de rotatie rond de jaarwisseling van 2013 en 2014. Dit droeg bij aan de populariteit van het nummer in het Verenigd Koninkrijk, waar het de 16e positie bereikte in de hitlijsten. In het Nederlandse taalgebied deed de plaat het echter minder goed; in Nederland werden geen hitparades gehaald, en in Vlaanderen kwam het slechts tot een 60e positie in de Tipparade.

## Tracklijst
- Muziekdownload

1. "Lover Not a Fighter" - 3:17